# 6 от 42
6 от 42 е хазартна игра, провеждана от Български спортен тотализатор два пъти седмично. Познаването на определен брой числа в играта предоставя на участника право на печалба.
Началото на 6 от 42 е поставено през 1993 година.

## Подаване на фиш
Попълването на един или няколко фиша става възможно в тотопункт, като участникът попълва желаните числа с химикал. Въведени са системи за съкратено записване, както и абонамент за няколко тиража – за улеснение на участниците. Тегленето на тиражите се излъчва на живо от БНТ 1 или БНТ 2 в четвъртък и неделя в определен час.

## Печеливши групи
Както в играта 6 от 49, в 6 от 42 има 4 печеливши групи:
- първа група – за позналите 6 числа
- втора група – за позналите 5 числа
- трета група – за позналите 4 числа
- четвърта група – за позналите 3 числа

Провежда се едно теглене. В случай че няма познати шест числа, сумата от първа група на тегленето остава за следващите тиражи, докато някой не прогнозира и шестте числа – натрупва се джакпот.
Печалба може да бъде получена в 45-дневен срок, считано от деня след тиража, след което печелившите квитанции се унищожават.

## Вероятности и интересни факти
- Първоначално числата се теглят ръчно. От 1975 до 1981 година тегленето се извършва посредством електрическа сфера. Оттогава до наши дни е въведен принципът на въздушната струя.
- Грамажът на 42-те топки варира от 3,98 до 4,00 грама.
- Шансовете да бъдат уцелени даден брой числа са както следва:

```
(6) – 1 на 5 245 786
(5) – 1 на 24 286
(4) – 1 на 555
(3) – 1 на 36
```